# Wiesław Maciejewski
Wiesław Maciejewski, (ur. 1929 w Skierniewicach, zm. 2005 w Łodzi) – polski koszykarz i fotograf.

## Życiorys
Prawie całą karierę koszykarską grał w ŁKS-ie. Z klubem tym zdobył w 1953 tytuł mistrza Polski, mimo że w turnieju finałowym rozgrywanym w Poznaniu nie wystąpił. 20 razy bronił barw reprezentacji kraju.
W 1952 został członkiem Polskiego Towarzystwa Fotograficznego, od 1955 był członkiem Łódzkiego Towarzystwa Fotograficznego, w 1963 został przyjęty do Związku Polskich Artystów Fotografików. Brał udział w kilkudziesięciu wystawach krajowych i zagranicznych zdobywając wiele nagród i wyróżnień. W 1970 został uhonorowany tytułem Artiste FIAP (AFIAP), przyznanym przez Międzynarodową Federację Sztuki Fotograficznej FIAP. W 1987 uhonorowany Medalem 40-lecia ZPAF, w 1988 odznaczony Medalem „Za zasługi dla rozwoju fotografii” (ZPAF), w 1997 Medalem 50-lecia ZPAF – za zasługi w dziedzinie fotografii.